# Route 170 (Nouveau-Brunswick)
Pour les articles homonymes, voir Route 170.
La route 170 est une route secondaire du Nouveau-Brunswick située dans l'extrême sud-ouest de la province, dans la région de Saint-Stephen, tout près de la frontière américaine. Elle mesure 18 km (11 mi).

## Description du tracé
La route 170 débute à la frontière entre le Canada et les États-Unis, comme la continuité de North St. à Calais, au Maine. Elle traverse d'abord la ville de Saint-Stephen en y étant la rue principale, nommée Boulevard Milltown. À l'intersection avec la rue King, elle bifurque vers le nord et rencontre le terminus sud de la route 3. Elle bifurque alors pour longer la route 1; elle emprunte l'ancien tracée de celle-ci. Elle se termine à Waweig, sur la route 127, tout près de la sortie 25 de la route 1. 

## Histoire
La route 170 fut numérotée ainsi pour remplacer l'ancienne route 20, qui existait depuis 1965. Avant 2008, la route 170 ne consistait qu'à relier le centre de Saint-Stephen au poste douanier du boulevard Milltown, situé plus au sud, mais lorsque le nouveau tronçon de la route 1 fut construit pour contourner Saint-Stephen, la route 170 fut prolongée de plus de 13 km (8 mi) vers l'est, prenant l'ancienne section de la 1 entre la rue King et Waweig. 

## Intersections majeures
| Comté                 | Ville         | km    | Destinations                             | Notes                                        |
| --------------------- | ------------- | ----- | ---------------------------------------- | -------------------------------------------- |
| Charlotte             | Saint-Stephen | 0,00  | North Street vers US 1 – Calais, ME      | Continue au Maine                            |
| Charlotte             | Saint-Stephen | 0,00  | Frontière canado-américaine              |                                              |
| Charlotte             | Saint-Stephen | 5,10  | NB-3 nord – Saint-Jean, Fredericton      | Terminus sud de la NB-3; carrefour giratoire |
| Charlotte             | Saint-Stephen | 6,20  | NB-750 nord – Moores Mills               | Terminus sud de la NB-750                    |
| Charlotte             | Bay Road      | 9,90  | Chemin Saint-David Ridge vers NB-1       |                                              |
| Charlotte             | Oak Bay       | 12,10 | NB-755 nord – Honeydale                  | Terminus sud de la NB-755                    |
| Charlotte             | Oak Bay       | 13,60 | NB-760 nord – Elmsville                  | Terminus sud de la NB-760                    |
| Charlotte             | Waweig        | 17,60 | NB-127 – Saint-Andrews, Lawrence Station |                                              |
| - Transition de route |               |       |                                          |                                              |